# Ligne 186 (chemin de fer slovaque)
La ligne 186 des chemins de fer slovaques relie Spišská Nová Ves
à Levoča. Elle a pour fonction de relier la ville de Levoča à la ligne principale (Ligne 180) Košice - Žilina.

## Histoire
La ligne a été ouverte à la circulation le 8 novembre 1892
Le trafic voyageur a été interrompu le 2 février 2003 malgré des protestations médiatisées principalement venant des habitants de Levoča.
Exceptionnellement la voie est en service tous les ans le premier week-end du mois de juillet, à l'occasion d'un important pèlerinage à Levoča.

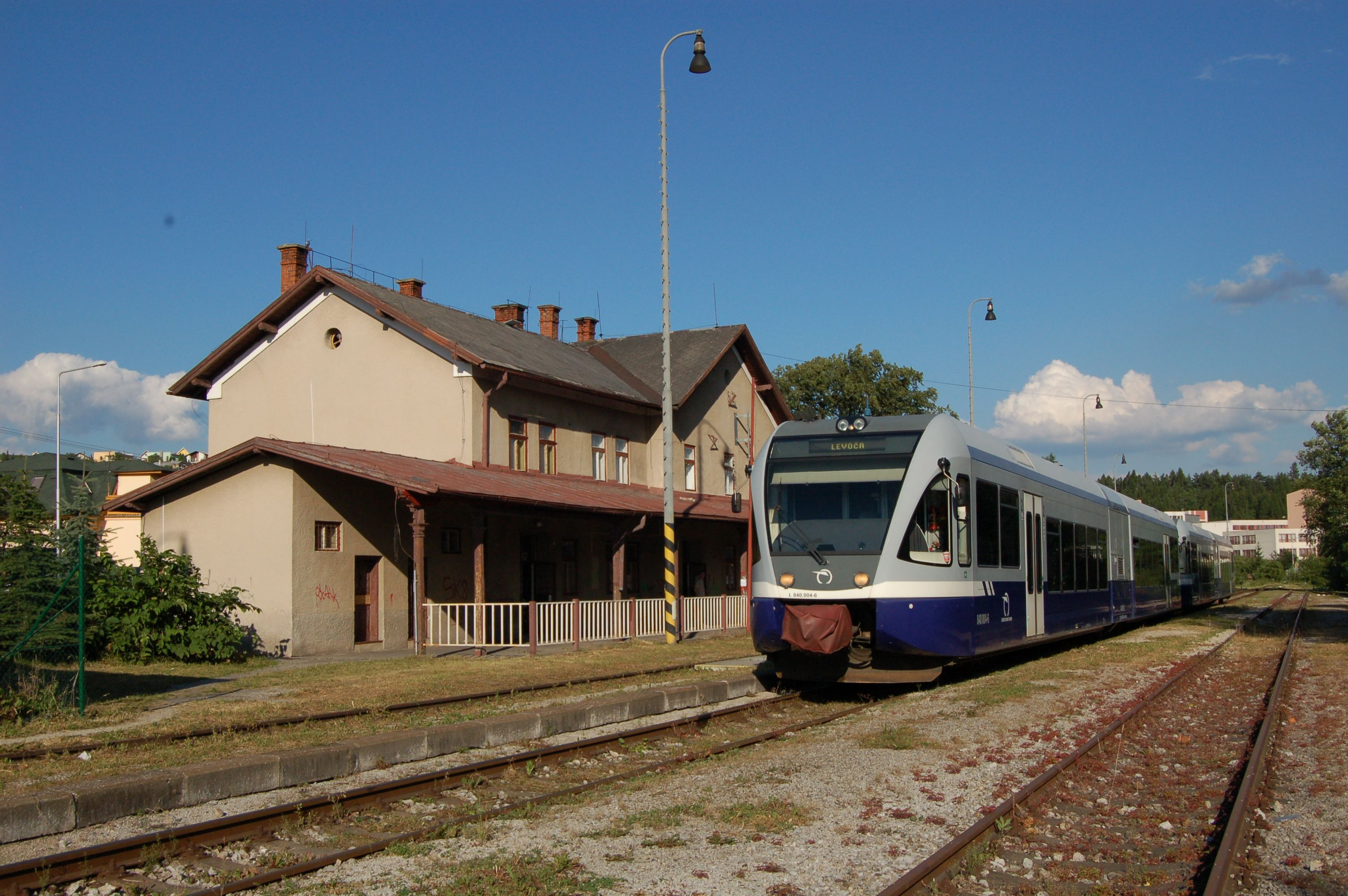
Train en gare de Levoča